# Gli esami non finiscono mai
(Eduardo De Filippo/Guglielmo Speranza)
Gli esami non finiscono mai è una commedia in un prologo e tre atti, scritta e interpretata da Eduardo De Filippo nel 1973 inserita dallo stesso autore nel gruppo di opere che ha chiamato Cantata dei giorni dispari. 
È l'ultima commedia scritta da Eduardo.

## Trama
Guglielmo Speranza si presenta al pubblico sul palcoscenico raccontando la sua vita e segnandone le diverse età mettendosi tre barbe finte. 
Appena superato l'esame di laurea, Speranza dovrà superare quello dei futuri suoceri che gli consentiranno di sposare Gigliola solo se sarà in grado di fare una grande carriera nel suo lavoro. 
Guglielmo supera la prova: si sposerà, avrà due figli, un lavoro che gli assicura benessere e onori ma, nonostante il brillante esito di questi esami, la sua vita sarà infelice: avvelenata dall'invidia e dalla maldicenza del falso amico La Spina e dalla cattiveria della moglie che si è rivelata per quello che era, ovvero una donnetta viziata e infedele, che crede di più alle sue stupide, pettegole amiche piuttosto che al marito che ha sempre contrastato, ritenendolo un incapace e un sognatore, in questo sostenuta anche dai due figli, che la malignità popolare, riportata da La Spina, insinua non siano di Guglielmo. 
Non sorprende quindi che a un certo punto Guglielmo si rifugi nell'amore disinteressato e vero della giovane Bonaria, una ragazza di umili origini ma leale e genuina nei suoi sentimenti e valori, che sarà costretta dalla maldicenza e dalla cattiveria altrui a lasciare l'uomo.
Ormai vecchio, il protagonista, fingendo di essere malato, si chiuderà sempre di più al mondo, preferendo stare in casa, in poltrona, a leggere e a trascorrere il resto della sua vita in un mutismo ribelle verso la famiglia ed i medici. Arrivato il momento della morte, Guglielmo sarà ancora una volta ingannato dai suoi familiari: egli avrebbe voluto semplici funerali, chiedendo di essere seppellito nudo ed invece, abbigliato e truccato come un guitto di avanspettacolo, lascerà la commedia della vita salutando con gesti artefatti e leziosi gli spettatori.

## Analisi della commedia
Il titolo della commedia è diventato, dall'epoca della rappresentazione, un modo di dire diffuso e popolare. Già questo fa riflettere come tutti si siano riconosciuti in quella amara verità che Eduardo ha voluto rappresentare tramite il racconto della vita di Guglielmo Speranza. Si chiama proprio così il protagonista e non a caso: egli attraverso le varie tappe fondamentali, gli esami, della sua vita ha sempre ingenuamente sperato di realizzare i suoi sogni.
Anche gli altri personaggi più importanti hanno nomi o cognomi significativi: La Spina, il falso amico, una vera spina velenosa nella vita di Speranza; Bonaria, l'amante che farà entrare un soffio d'aria buona nella vita del protagonista; Felice e Fortunato, i due figli, che vivono indifferenti nel benessere che Guglielmo ha procurato loro, e che danno più peso alle malignità della gente piuttosto che fiducia alle iniziative economiche di Guglielmo, tanto da essere pronti all'occorrenza a interdirlo. Persino i dottori chiamati a consulto per visitarlo, un altro dei numerosi esami della sua esistenza, hanno cognomi - Nero, Rosso, Bianco - che indicano chiaramente la scarsa fiducia che ha Eduardo in una medicina che esprime giudizi netti e contrastanti.
Fin dall'inizio della rappresentazione questo dramma vuole mostrare la sua originalità uscendo dagli schemi secondo i quali l'autore aveva strutturato tutte le sue precedenti opere. Per la prima e ultima volta il racconto è accompagnato dal commento del protagonista che sul palcoscenico si rivolge direttamente al pubblico commentando, spiegando e talora anticipando quanto avverrà sulla scena. Sembra di poter dire che Eduardo riprenda la concezione del teatro pirandelliano dove i protagonisti interagivano con gli spettatori. 
Speranza nel prologo si presenta abbigliato con un vestito che non cambierà mai nel corso della commedia, salvo alla fine nella scena del funerale, dove però saranno gli altri a vestirlo in modo ridicolo. Questo vuole forse significare che il protagonista nel corso della sua vita si mantiene sempre fedele a se stesso, non cambia abito, non muta; solo dopo la sua morte gli altri lo trasformeranno in una caricatura di quello che era veramente. Non c'è più dignità, sembra dire il protagonista, neppure nella morte e nelle esequie trasformate dai vivi in una sorta di grandioso spettacolo finale.
Eduardo in quest'opera realizza quello che già s'intravedeva in alcune scene mute nelle commedie precedenti come in Mia famiglia, la sua convinzione cioè che un bravo attore potesse recitare senza parlare e in effetti così accade per l'ultimo atto di questa commedia dove il protagonista ha deciso di non parlare più poiché ormai si vive in un mondo dove nessuno ascolta più l'altro, dove più nessuno rispetta l'altro. In questa ultima occasione Eduardo - che si ritirerà quasi del tutto dalle scene - dà una grande prova della sua arte del recitare rappresentando con la mimica più e meglio di quello che avrebbero detto le parole.